# Alter Schlossberg (Teichwolframsdorf)
Die Burgstelle Alter Schloßberg ist die als Bodendenkmal geschützte Ruine einer Motte (Turmhügelburg) bei 325 m ü. NN am Krebsbach im Ortsteil Teichwolframsdorf der Gemeinde Mohlsdorf-Teichwolframsdorf im Landkreis Greiz (Thüringen).
Die baulichen Reste der kleinen Burg befinden sich auf einem Grundstück der Ronneburger Straße. Der Platz lag bei der oberen Mühle, jetzt Standort der örtlichen Feuerwehr.
Die noch im 19. Jahrhundert vorhandenen Mauerreste und Fundamente eines Turmes (?) wurden von den damaligen Besitzern abgetragen. Sie befanden sich auf einem kleinen Hügel von 6 m Höhe, der sich noch erhalten hat, einst geschützt von einem ebenfalls erhaltenen Teich am Unterlauf eines rechten Zuflusses zum Krebsbach in der heutigen Ortslage.
Der nahe, nordöstlich gelegene Hang bildete die Hauptangriffsseite und wurde vor dem Teich noch durch einen künstlichen Graben befestigt.
Das in geringer Entfernung, westlich von der Burgstelle befindliche Rittergut des Ortes wurde spätestens um 1400 auf zwei Erben aufgeteilt.
Der Ort Teichwolframsdorf wurde erstmals 1278 als Wolframsdorf erwähnt. Der Zusatz Teich (eine mundartliche Variante des Vornamens Tycho) war wohl ein Stammname der Sippe des Ortsgründers Wolfram und wird 1411 in einer Urkunde „unser getreuer Teich gesessen zu Wolfframsdorff“ belegt und verweist somit nicht auf das am Ortsrand neben der Burgstelle befindliche Gewässer.